# Kerman Tour
El Kerman Tour (también llamado Tour of Kerman) es una carrera ciclista profesional por etapas que se disputa en Irán. 
Se disputa desde la creación de los Circuitos Continentales UCI en el 2005 formando parte del UCI Asia Tour, dentro de la categoría 2.2 (última categoría del profesionalismo). 
El número de etapas ha ido variando desde las seis y siete iniciales hasta las cinco actuales pasando por 4 (más un prólogo).
Debido a un cambio de fechas la edición del 2009 no se disputó, ya que a partir de dicha fecha comenzó a disputarse en el mes de febrero. Anteriormente se disputaba finales de año.
El ganador del 2011, Mahdi Sohrabi, hizo historia al ganar todas las etapas y la general.

## Palmarés
| Año  | Ganador              | Segundo              | Tercero              |
| ---- | -------------------- | -------------------- | -------------------- |
| 2005 | Hossein Askari       | Sergej Tretyakov     | Bakhtiyar Mamyrov    |
| 2006 | Ghader Mizbani       | Hossein Askari       | Ahad Kazemi          |
| 2007 | Pavel Nevdakh        | Ghader Mizbani       | Eugen Wacker         |
| 2008 | Ghader Mizbani       | Abbas Saeidi         | Hamid Shiri          |
| 2009 | edición no realizada | edición no realizada | edición no realizada |
| 2010 | Abbas Saeidi         | Hamed Jannat         | Amir Zargari         |
| 2011 | Mahdi Sohrabi        | Samad Poor Seiedi    | Rasoul Barati        |

## Palmarés por países
| País       | Victorias |
| ---------- | --------- |
| Irán       | 5         |
| Kazajistán | 1         |